# Вікі Баллетт
Вікі Баллетт (англ. Vicky Bullett, 4 жовтня 1967) — американська баскетболістка.
Олімпійська чемпіонка 1988 року.
Бронзова призерка Олімпійських ігор 1992 року.
Чемпіонка світу 1990 року.